# 林茨新主教座堂
林茨新主教座堂（Neuer Dom），又名圣母无玷始胎主教座堂（Maria-Empfängnis-Dom）是天主教林茨教区的主教座堂，位于奥地利城市林茨，始建于1855年，天主教科隆总教区工程师建造，法国哥特式风格。1924年祝圣。
这座主教座堂是奥地利最大的教堂，有20,000个座位，但不是奥地利最高的教堂，原来计划的更高的尖顶未被批准，因为当时奥匈帝国不允许任何建筑的高度超过维也纳聖斯德望主教座堂的南塔。林茨新主教座堂的高度定为135米，低于维也纳主教座堂2米。
这座主教座堂的花窗玻璃中最著名的是林茨窗，描绘林茨的历史。